# Communauté de communes Plancoët-Plélan
Die Communauté de communes Plancoët-Plélan ist ein ehemaliger französischer Gemeindeverband mit der Rechtsform einer Communauté de communes im Département Côtes-d’Armor, dessen Verwaltungssitz sich in dem Ort Plancoët befand. Sein Einzugsgebiet lag im Nordosten des Départements. Der am 1. Januar 2013 gegründete Gemeindeverband bestand aus 18 Gemeinden.

## Historische Entwicklung
Der heutige Gemeindeverband entstand am 1. Januar 2013 als Nachfolger der fusionierenden Communautés Communauté de communes de Plancoët Val d’Arguenon (elf Gemeinden; gegründet am 29. Dezember 1993) und Communauté de communes du Pays de Plélan (sieben Gemeinden; gegründet ebenfalls am 29. Dezember 1993).
Mit Wirkung vom 1. Januar 2017 fusionierte der Gemeindeverband mit der Communauté de communes du Pays de Caulnes und der Dinan Communauté und bildete so die Nachfolgeorganisation Dinan Agglomération.

## Aufgaben des Gemeindeverbands
Da die Mehrzahl der Gemeinden sehr klein war und Bürgermeister (Maires) im Nebenamt hatten, war die Communauté für verschiedene Aufgaben der beteiligten Gemeinden zuständig. Es bestanden sieben von Vizepräsidenten des Gemeindeverbands geführte Abteilungen (für Raumplanung und Wohnungsbau; Altersbetreuung; Finanzen/Bildung/Sozialhilfe und Personal; Kommunikation und externe Beziehungen; Kinder/Jugend/Kultur; wirtschaftliche Entwicklung und Fremdenverkehr; Technischer Dienst/Umweltschutz und langfristige Planung), welche übergemeindlich tätig waren.

## Ehemalige Mitgliedsgemeinden
Der Communauté de communes Plancoët-Plélan gehörten alle neun Gemeinden des Kantons Plancoët, die Gemeinde Saint-Jacut-de-la-Mer des Kantons Ploubalay und mit Ausnahme der Gemeinde Vildé-Guingalan alle Gemeinden des Kantons Plélan-le-Petit an:
| Gemeinde               | Einwohner 1. Januar 2022 | Fläche km² | Dichte Einw./km² | Code INSEE | Postleitzahl |
| ---------------------- | ------------------------ | ---------- | ---------------- | ---------- | ------------ |
| Bourseul               | 1.247                    | 22,23      | 56               | 22014      | 22130        |
| Corseul                | 2.270                    | 41,74      | 54               | 22048      | 22130        |
| Créhen                 | 1.664                    | 18,21      | 91               | 22049      | 22130        |
| Landébia               | 442                      | 3,55       | 125              | 22096      | 22130        |
| La Landec              | 749                      | 7,59       | 99               | 22097      | 22980        |
| Languédias             | 558                      | 8,61       | 65               | 22104      | 22980        |
| Languenan              | 1.160                    | 15,95      | 73               | 22105      | 22130        |
| Plancoët               | 3.095                    | 11,49      | 269              | 22172      | 22130        |
| Plélan-le-Petit        | 1.947                    | 21,23      | 92               | 22180      | 22980        |
| Pléven                 | 609                      | 9,73       | 63               | 22200      | 22130        |
| Plorec-sur-Arguenon    | 445                      | 13,65      | 33               | 22205      | 22130        |
| Val-d’Arguenon         | 2.814                    | 28,32      | 99               | 22237      | 22130        |
| Saint-Jacut-de-la-Mer  | 909                      | 2,92       | 311              | 22302      | 22750        |
| Saint-Lormel           | 883                      | 9,77       | 90               | 22311      | 22130        |
| Saint-Maudez           | 285                      | 5,09       | 56               | 22315      | 22980        |
| Saint-Méloir-des-Bois  | 272                      | 6,13       | 44               | 22317      | 22980        |
| Saint-Michel-de-Plélan | 320                      | 7,24       | 44               | 22318      | 22980        |
| Trébédan               | 439                      | 10,97      | 40               | 22342      | 22980        |